# Women's International Terrorist Conspiracy from Hell

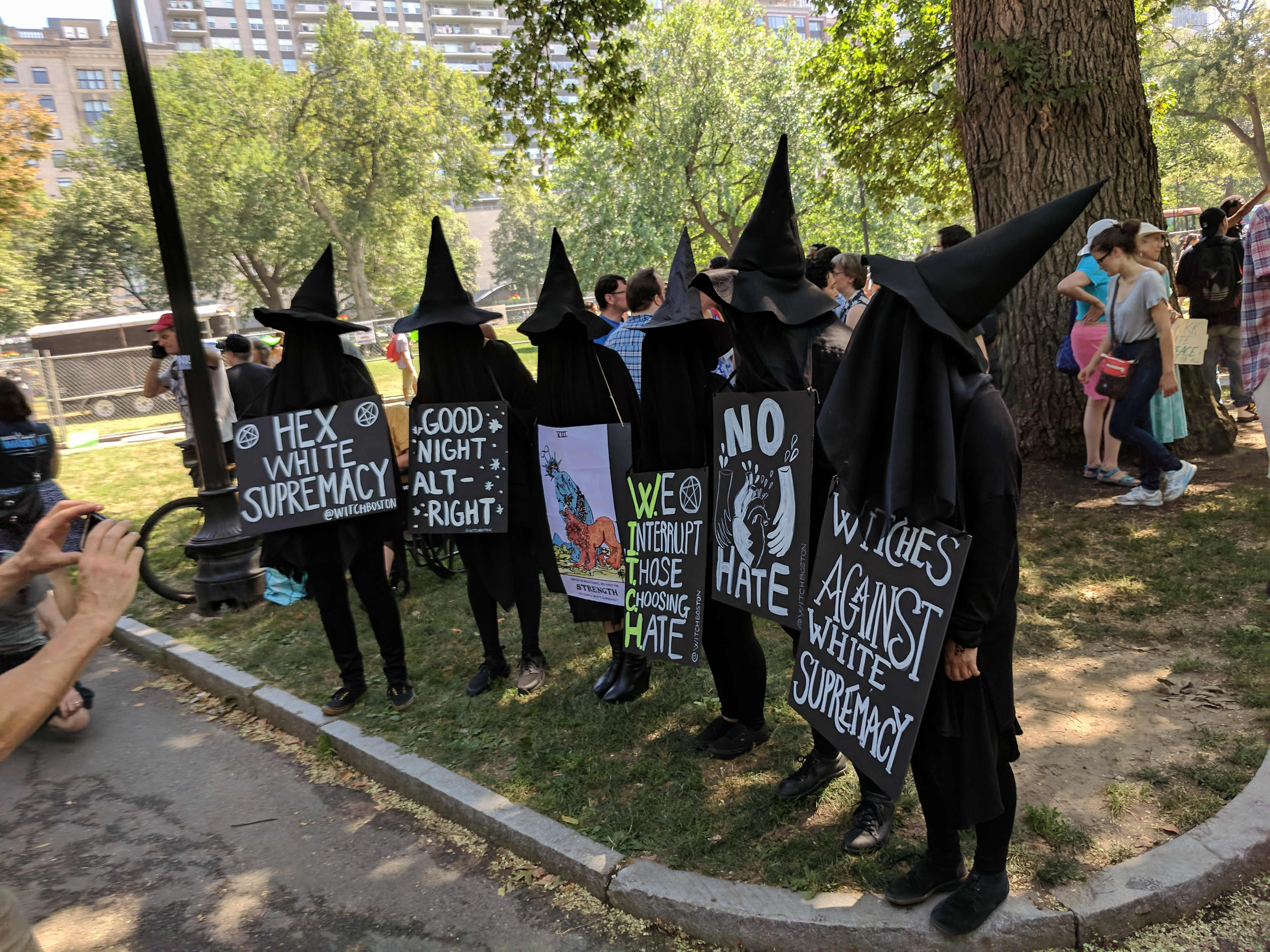
Membres du W.I.T.C.H. Boston protestant contre le Boston Free Speech, 19 août 2017.

La Women's International Terrorist Conspiracy from Hell [en français, « Conspiration féministe internationale de l’enfer »] (ou W.I.T.C.H., un acronyme qui signifie « sorcière » en anglais), est un ensemble de groupes féministes actifs aux États-Unis pendant les années 1960, dans le cadre du mouvement de libération des femmes. Le premier regroupement est créé à New York en octobre 1968. Les membres défilèrent dans Wall Street vêtues de capes noires et proclamant l'effondrement de diverses actions, ce qui se produisit quelques heures plus tard.